# محمد لبيب (لاعب كرة قدم)
محمد لبيب (مواليد 21 سبتمبر 1986م)، هو لاعب كرة قدم سعودي، يلعب في خط الهجوم . لعب سابقاً مع أندية: نادي الإتحاد السعودي و نادي القادسية و الأنصار و الفيحاء و جدة.